# The Quiet Earth
The Quiet Earth is een Nieuw-Zeelandse sciencefictionfilm uit 1985 onder regie van Geoff Murphy, gebaseerd op het gelijknamige boek van Craig Harrison.

## Verhaal
Zac Hobson (Bruno Lawrence) is een wetenschapper bij Telinco, een bedrijf dat aan "Project Flashlight" werkt. Dit is een ambitieus experiment dat de vacuüm energie fluctuaties van het heelal moet aanboren.
5 juli begint in een motel aan zee in Auckland, Nieuw-Zeeland, waar Zac wakker wordt nadat er een vreemd rood lichtsverschijnsel aan de hemel is. Eerst heeft hij niets door, maar als hij buiten komt en de stad in gaat, valt het hem op dat er niemand meer is. Geen mens, geen dier, niets. Auckland is verlaten. Hij komt bij de plek van een vliegtuigongeluk, maar ook daar is geen overlevende (of lijk) meer te bekennen.
Hij komt aan bij het instituut waar hij werkt (eveneens verlaten) en als hij daar inlogt op een computer krijgt hij de melding "Project Flashlight Complete". Door zijn onderzoek veroorzaakt hij een stralingslek waardoor het laboratorium zichzelf automatisch afsluit van de buitenwereld. Hij weet te ontsnappen met behulp van explosieven.
Zac weet een zich herhalende oproep de ether in te sturen in een verlaten radiostation. Maar als er geen antwoord op komt begint hij langzaam gek te worden. Hij betrekt een groot landhuis en omringt zich met luxegoederen (die hij uit verlaten winkels haalt). Hij speelt met echte treinen en politieauto's alsof het speelgoed is en houdt verkleedpartijdjes in zijn eentje. Hij raakt in ernstige verwarring en gaat grandioze fantasieën naspelen waarin hij als keizerfiguur bordkartonnen replica's van Adolf Hitler, Richard Nixon en Paus Johannes Paulus II toespreekt. Op het moment dat de elektriciteit voorgoed uitvalt, benoemt hij zichzelf tot "President of this Quiet Earth" (President van deze stille wereld).
In een vlaag van razernij gaat hij op plundertocht in de stad. Hij betreedt een kerk en doet alsof hij Christus gijzelt. Terwijl een beeld van Christus onder schot houdt met zijn geweer, eist hij dat God zich laat zien. Hij schiet het beeld aan stukken wanneer dat niet gebeurt en verklaart zichzelf vervolgens tot God. Zijn vernietigingsdrang zet zich voort. Hij rijdt met zware machinerieën door de stad en vernielt van alles. Dan doet hij de loop van het geweer in zijn mond om zelfmoord te plegen, maar ziet daar op het laatste moment vanaf.
Nu hij zijn verstand weer een beetje heeft teruggekregen betrekt hij een kleiner huis waarin hij een generator aan de praat krijgt. Met behulp van een computer doet hij onderzoek aan de omgeving. Die blijkt aan verandering onderhevig en zo komt hij erachter dat het Experiment meer heeft gedaan dan alleen maar mensen doen verdwijnen.
Dan ontmoet hij een andere overlevende, een jonge vrouw genaamd Joanne (Alison Routledge). Samen gaan ze op zoek naar overlevenden. Ze worden geliefden.
Later ontmoeten ze een Māori genaamd Api (Pete Smith) en er ontwikkelt zich een ingewikkelde driehoeksrelatie. Intussen blijft Zac geïntrigeerd door wat er is gebeurd en hij doet een aantal schokkende ontdekkingen. Bepaalde fundamentele fysische grootheden zijn aan het veranderen, zoals de elektrische lading van het elektron en het proton in alle atomen. De straling van de zon fluctueert in intensiteit en de zon zelf is niet stabiel meer. Het "Effect" (datgene wat de hele mensheid heeft weggevaagd) dreigt opnieuw te gebeuren.
Ook komen ze erachter waarom zij drieën het Effect hebben overleefd: ze waren bijna dood toen het plaatsvond. Api werd op het moment van het Effect verdronken door een andere man met wie hij in gevecht was, Joanne werd geëlektrocuteerd door een huishoudelijk apparaat en het blijkt dat Zac in het motel bezig was zelfmoord te plegen met pillen.
Api bedenkt dan het plan om het bedrijf Telinco te vernietigen. Dit zou de enige manier zijn om het Effect niet opnieuw te laten plaatsvinden. De drie overlevenden weten hun ruzies te beslechten en besluiten eensgezind de fabriek op te blazen met explosieven. Terwijl Zac weg is om het een en ander te regelen, bedrijven Joanne en Api de liefde waarna Api aangeeft dat hij zichzelf zal opofferen en de vrachtwagen met explosieven zal besturen. Zover komt het niet, want dan zien ze hoe Zac degene is die met de vrachtwagen op het instituut af gaat. De vrachtwagen valt door het dak in het ondergrondse laboratorium op het moment dat het Effect weer begint. Zac activeert de ontsteker op het moment dat het Effect op zijn sterkst is en er volgt een grote explosie.
Opnieuw is het rode lichteffect zichtbaar, sterker dit keer. Als het weer wegtrekt ligt Zac alleen op het strand, met zijn gezicht naar beneden. Er is iets raars met de wolken in de lucht, ze lijken op fonteinen. Terwijl Zac opstaat en langs het water loopt zien we een grote geringde planeet boven de horizon. In opperste verbijstering houdt Zac zijn memorecorder omhoog alsof hij iets wil inspreken maar hij geeft het op. Er valt niets meer te zeggen.

## Rolverdeling
| Acteur           | Personage     |
| ---------------- | ------------- |
| Bruno Lawrence   | Zac Hobson    |
| Alison Routledge | Joanne        |
| Pete Smith       | Api           |
| Anzac Wallace    | Api's vriend  |
| Norman Fletcher  | Perrin        |
| Tom Hyde         | Wetenschapper |

## Nominaties en prijzen
1986 FantafestivalGewonnen: Best Actor voor Bruno Lawrence:Gewonnen: Best Direction voor Geoff Murphy.
1987 New Zealand Film and TV Awards
Gewonnen: Film Award voor James Bartle (Best Cinematography), Geoff Murphy (Best Director), Michael Horton, (Best Editing), Don Reynolds en Sam Pillsbury (Best Film), Pete Smith (Best Performance, Male in a Supporting Role), Bruno Lawrence (Best Performance, Male in a leading Role), Josephine Ford (Best Production Design), Bill Baer, Sam Pillsbury en Bruno Lawrence (Best Screenplay - Adaptation)